# おおぐま座オミクロン星
おおぐま座ο星（おおぐまざオミクロンせい、ο UMa / ο Ursae Majoris）は、おおぐま座にある3等星の恒星である。

## 概要
G型スペクトルの巨星または輝巨星で、恒星の進化では水素の核融合が終わってからヘリウムの核融合が始まるまでの「ヘルツシュプルングの間隙」と呼ばれる段階にある。この段階は非常に早く終るので、相対的に珍しい存在となっている。また、7秒離れた位置に見える15等級の赤色矮星と連星の関係にあるとされている。この伴星は、主星から少なくとも400auの距離の軌道を4,100年以上かけて周回していると見られる。
2012年に、東京工業大学、国立天文台、広島大学、兵庫県立大学らのグループによって、主星おおぐま座ο星Aに木星の4.1倍の質量を持つ太陽系外惑星が発見されている。
| 名称 （恒星に近い順） | 質量    | 軌道長半径 （天文単位） | 公転周期 (日) | 軌道離心率    | 軌道傾斜角 | 半径      |
| --------------------- | ------- | ----------------------- | ------------- | ------------- | ---------- | --------- |
| b                     | >4.1 MJ | 3.9                     | 1,630 ± 35    | 0.130 ± 0.065 | —          | 1.6006 RJ |

## 名称
固有名のムシダ (Muscida) は、ラテン語で「鼻づら」を意味する言葉に由来する。中世の「アルマゲスト」から見られる、比較的新しい名称である。2016年7月20日、国際天文学連合の恒星の固有名に関するワーキンググループは、Muscida をおおぐま座ο星の固有名として正式に承認した。